# Jim Price (musicista)
James William Price, detto Jim (Fort Worth, 23 luglio 1945), è un musicista, compositore e produttore discografico statunitense, collaboratore stabile della band britannica The Rolling Stones dal 1970 al 1973, suonò in album celebri degli Stones come Sticky Fingers, Exile on Main St. e Goats Head Soup. Dal settembre 1968 al febbraio 1969, Price suonò con i New Buffalo Springfield. Inoltre, andò in tour e registrò insieme a Delaney & Bonnie, Joe Cocker ed Eric Clapton.

## Carriera
Price ha lavorato principalmente come turnista, un musicista di studio "a chiamata", suonando trombone e tromba nell'area di Los Angeles. Il suo operato nell'album Accept No Substitute dei Delaney & Bonnie del 1969 lo portò in tournée con la band. In seguito apparve come session man nell'omonimo album di debutto di Eric Clapton del 1970. Nello stesso anno, suonò nel disco All Things Must Pass di George Harrison e in Mad Dogs and Englishmen di Joe Cocker. L'anno dopo apparve nell'album Barbra Joan Streisand di Barbra Streisand. Nello stesso periodo lavorò anche come produttore discografico. Durante gli anni ottanta e novanta, Price compose le colonne sonore di numerosi film, programmi televisivi e spot pubblicitari.

## Album prodotti da Price
- Jim Price - Kids Nowadays Ain't Got No Shame (A&M)
- Genya Ravan - They Love Me, They Love Me Not (ABC Dunhill)
- Jim Price - Sundego's Traveling Orchestra (ABC Dunhill)
- Jim Price - All Occasion Brass Band (MCA)
- Joe Cocker - I Can Stand A Little Rain (A&M) (include il singolo You Are So Beautiful)
- Joe Cocker - Jamaica Say You Will (A&M)
- Wayne Shorter - Native Dancer (CBS),1975
- Jennifer Warnes - Jennifer Warnes (Arista)
- KGB - KGB (MCA)
- Hamilton, Joe Frank & Reynolds (Playboy), 1975
- David Bromberg - Reckless Abandon (Fantasy)
- Milton Nascimento - Journey to Dawn (A&M)